# Marcello Mihalic
Marcello Mihalic (Mihalić) (Rijeka, 12. ožujka 1907. – Torino, 27. listopada 1996.), bio je talijanski nogometaš i nogometni trener, hrvatskog podrijetla i rođenja. Igrao je na sredini terena.
Igrao je za "Fiumanu", "Napolija", "Juventusa" i "Intera".
Počeo je u "Fiumani", iz koje je otišao zajedno s Rodolfom Volkom (potonji je otišao u "Romu").
U "Napoliju" je odigrao par sezona, a svojim igrama je privukao pozornost i talijanskog izbornika, čiji je poziv 1929. i prihvatio. Poslije je otišao u "Ambrosianu" (današnji "Inter").
U "Ambrosiani" je igrao u sezoni 1932/33. Prvi nastup je imao 25. rujna 1932., protiv "Casale" na domaćem terenu. Zadnji nastup za "Intera" je bio 25. rujna 1933. Odigrao je 11 susreta, postigavši 7 pogodaka.
Poslije je prešao u "Juventusa", za kojeg je prvi put nastupio 1. studenoga 1933., a zadnji 11. ožujka 1934. Ukupno je u sezoni 1933/34. skupio 6 nastupa za "Juventusa".
Iako rođenjem nije bio talijanskim državljaninom (u talijanskim statistikama ga znaju prikazivati i kao inozemnog nogometaša iz "Intera"), kasnije je reprezentativne susrete igrao za Italiju. To je bilo za doba dok je igrao za "Napoli". Bio je prvim igračem "Napolija" koji je zaigrao za državnu izabranu vrstu.
Za Italiju je nastupio jednom, postigavši dva pogotka, 1. prosinca 1929.
Preminuo je 27. listopada 1996. godine u Torinu.

## Vanjske poveznice
- Slika  Arhivirana inačica izvorne stranice od 27. rujna 2007. (Wayback Machine)